# BYD B
BYD B — серия электробусов, выпускаемых с 2020 года китайской компанией BYD Auto.

## История
Впервые автобусы BYD B были представлены 29 июля 2020 года в качестве преемников BYD K. Дизайн кузова разработан Вольфгангом Эггером.
Автобусы оснащены литий-железо-фосфатными аккумуляторами, «водяными» светодиодными ДХО, USB-портами, энергосберегающими электродвигателями и алюминиевой рамой. 7 января 2022 года BYD B10 получил премию Transporter.

## Модификации
- B10 — одноэтажный 10-метровый автобус[2]
- B12 — одноэтажный 12-метровый автобус[3]
- B12D — двухэтажный 12-метровый автобус
- B15 — одноэтажный 15-метровый трёхосный автобус
- B18 — сочленённый 18-метровый автобус[4]

## Эксплуатация
Автобусы BYD B эксплуатируются в Материковом Китае (Цзинань, Чанчжоу, Шэньчжэнь, Чжуншань, Ичан, Ухань, Гуанчжоу и Гуйян), Азиатско-Тихоокеанском регионе (Гонконг, Индонезия, Сингапур), Европе (Финляндия) и Южной Америке (Чили).

## Галерея

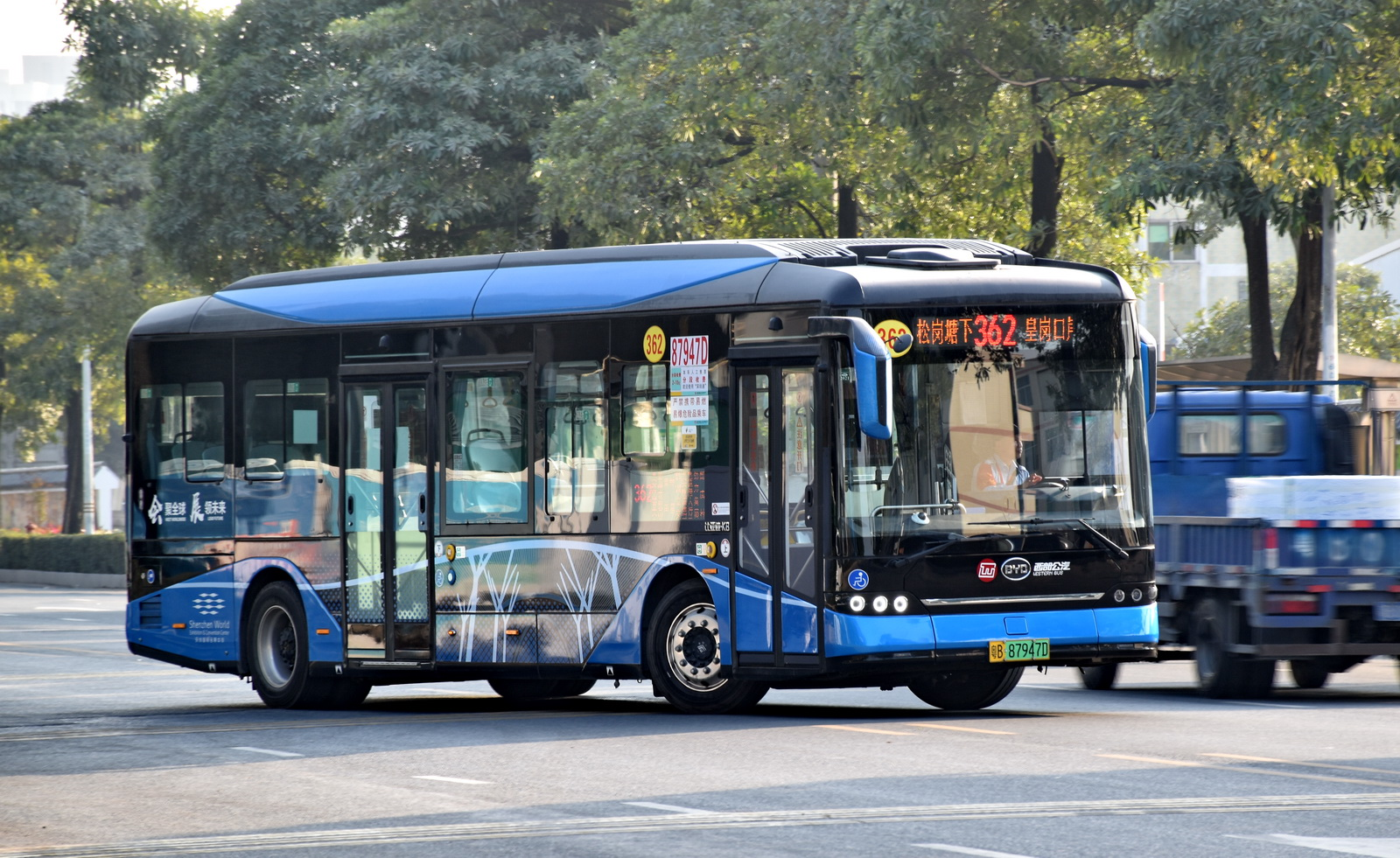
BYD B10 в Шэньчжэни
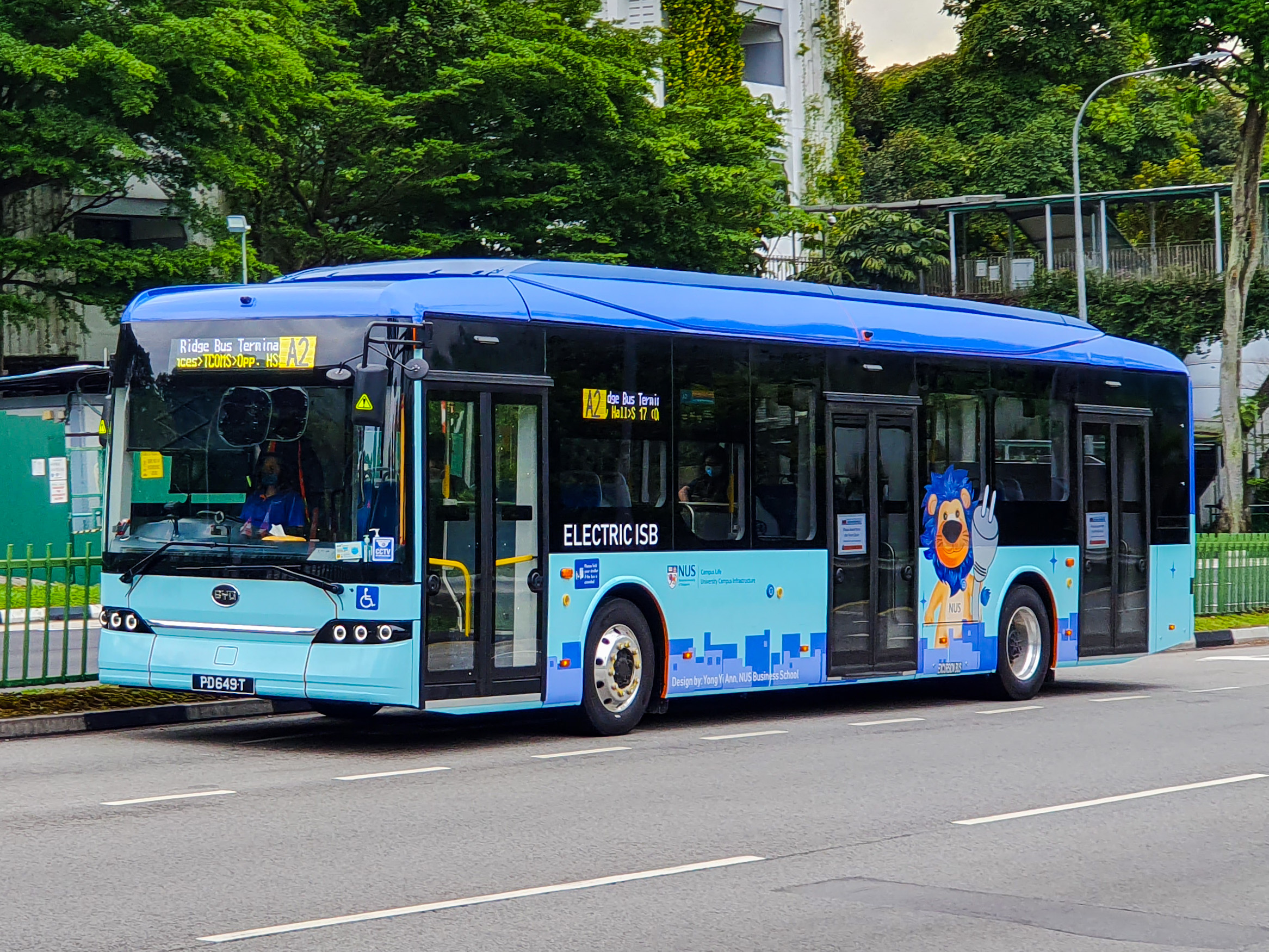
BYD B12A в Сингапуре
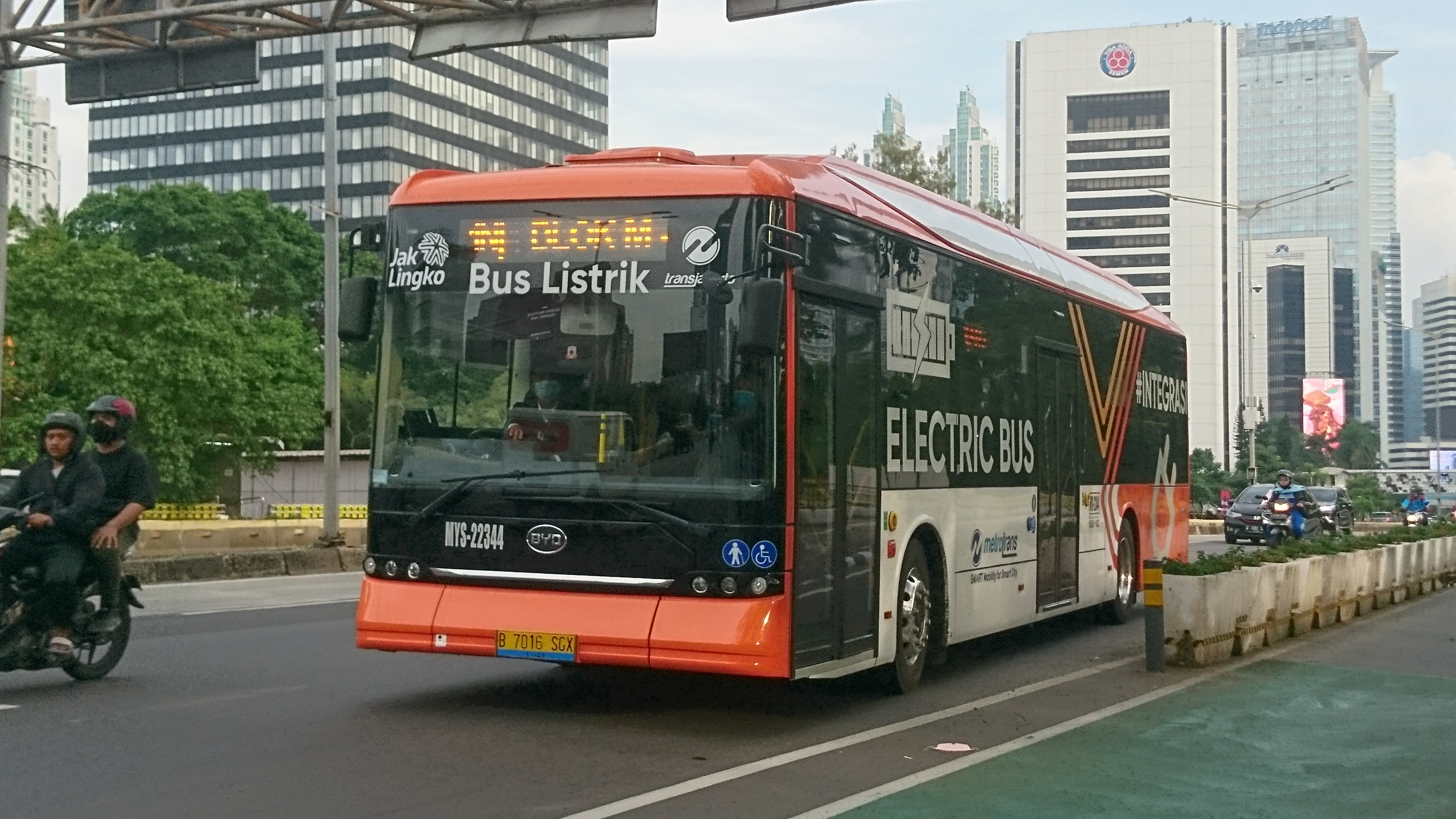
BYD B12 на базе BYD K9
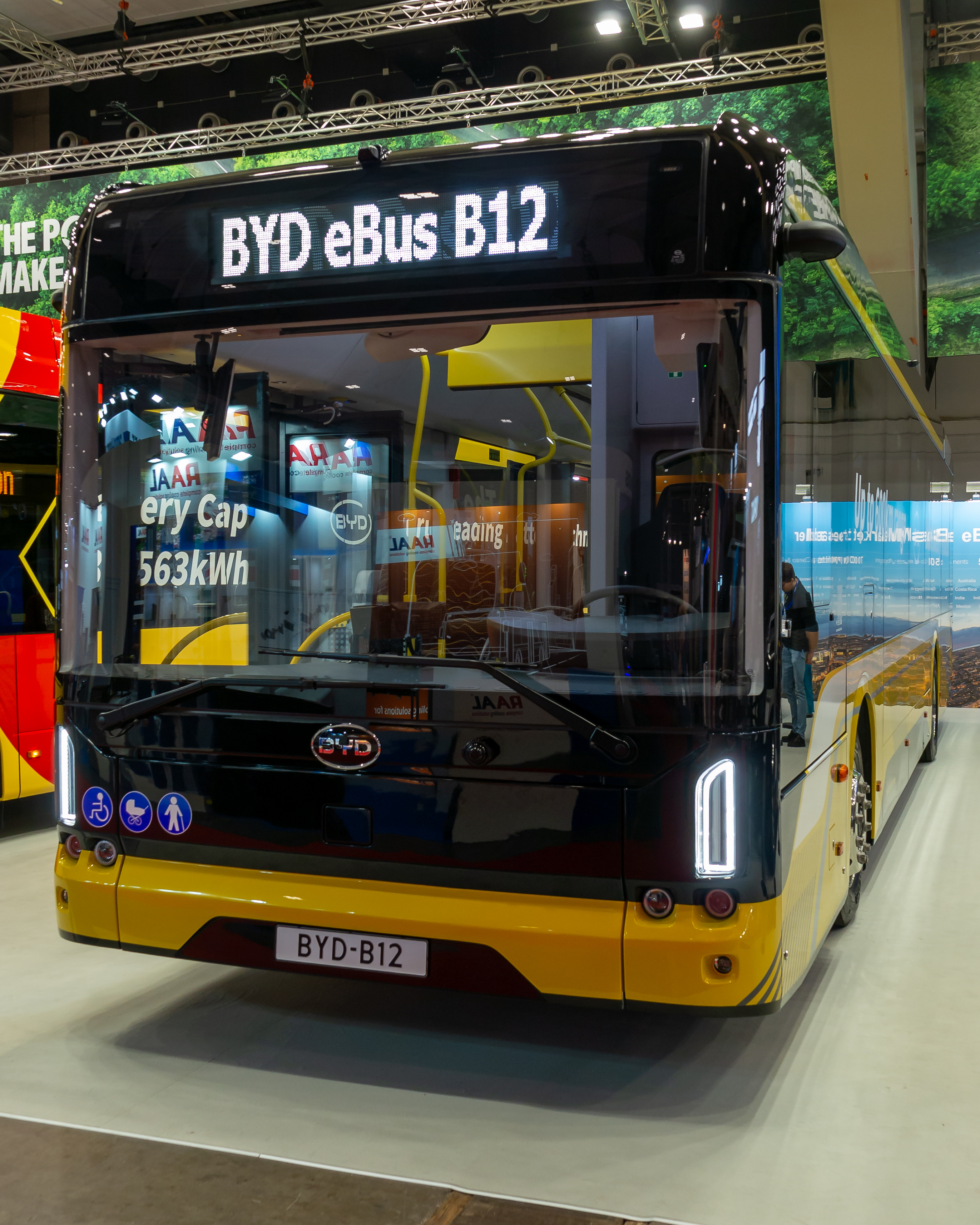
BYD B12 на выставке Busworld Europe 2023